# همه آن چیزی که نفس می‌کشد
همه آن چیزی که نفس می‌کشد (انگلیسی: All That Breathes) یک فیلم مستند هندی زبان محصول ۲۰۲۲ به کارگردانی Shaunak Sen است. این مستند دربارهٔ دو نفر است که پرندگان زخمی را نجات داده و درمان می‌کنند. اولین نمایش جهانی این فیلم مستند در جشنواره فیلم ساندنس ۲۰۲۲ در ۲۲ ژانویه ۲۰۲۲ بود که جایزهٔ بزرگ هیئت داوران را در مسابقه مستند سینمای جهانی دریافت کرد.